# Charo Cofré
Charo Cofré (13 marzo 1941) è una cantautrice cilena esponente del movimento della Nueva Canción Chilena.
Moglie del chitarrista Hugo Arévalo, con cui collabora attivamente a livello musicale e audiovisivo, è stata allieva di Violeta Parra, che ha omaggiato dando tale nome alla propria figlia.

## Biografia
Il suo debutto ufficiale avviene alla Carpa de la Reina, centro folcloristico diretto da Violeta Parra, all'epoca in cui, ancora giovanissima, prendeva lezioni dalla Parra e faceva parte della Peña de los Parra. In breve cominciò a cantare in molti altri circoli di Santiago e compose anche la colonna sonora del film del 1966 diretto da Nieves Yancovic Cuando el pueblo avanza.
L'impegno nelle attività politiche e culturali che fiorirono durante il governo Allende le fruttò grande popolarità ed elogi per il valore culturale e musicale del suo repertorio nonché per le qualità espressive e liriche della sua voce.
Charo si accompagna con una serie di strumenti a corda cileni. Assieme al marito Hugo Arévalo, musicista anch'egli, fu invitata alle Olimpiadi Culturali di Monaco nel 1972.
Amica del poeta cileno Pablo Neruda, nel 1972 si recò a Parigi dove lo stesso Neruda la introdusse negli ambienti culturali e dove per diversi mesi presentò vari spettacoli in compagnia del marito
All'epoca del golpe che rovesciò il governo di Salvador Allende, allora poco più che ventenne, partecipava attivamente alle attività del gruppo folcloristico del Politecnico di Santiago dando spettacoli tra gli operai delle "poblaciones", i quartieri poveri della città.
Negli anni seguenti proseguì la propria attività in esilio, decidendo di risiedere in Italia, pubblicando i dischi con l'etichetta italiana I Dischi Dello Zodiaco, con la serie Folk Internazionale della Fonit Cetra e, in seguito, con altre etichette europee.

## Premi e riconoscimenti
- Nel 1967, a sedici anni, ha vinto il primo premio al più importante festiva canoro del Cile, intitolato "Facciamo del Folklore un'arma per la nostra lotta". Il premio consisteva in un viaggio nei Paesi Socialisti dell'Europa, dove eseguì numerosi concerti.[1]
- Tra il 1968 e il 1969 vince altri festival e comincia allora ad incidere dischi.[1]
- Ha vinto il Festival di Viña del Mar nel 1973 nella Sezione Folk con Mi río.

## Discografia parziale

### Album
- 1971 - Charo Cofré
- 1972 - Tolín, tolín, tolán
- 1975 - El canto de Chile
- 1975 - Solo digo compañeros (con Hugo Arévalo)
- 1976 - Cantos campesinos de Chile Vol. 1 (con Hugo Arévalo)
- 1976 - Cantos campesinos de Chile Vol. 2 (con Hugo Arévalo)
- 1982 - Una canzone per El Salvador
- 1984 - En esta ausencia
- 1985 - ¿En dónde tejemos la ronda? (con Hugo Arévalo)
- 1986 - Ardiente paciencia
- 1987 - El mundo de Violeta Parra
- 1988 - A la ronda ronda
- 1990 - En la candela

### Singoli
- 1973 - Mi rio/Negrita Martina